# Aloijsius Christiaan Naarstig
Aloijsius Christiaan Naarstig (Amsterdam, 15 februari 1895 – aldaar, 8 maart 1945) was een Nederlands verzetsstrijder tijdens de Tweede Wereldoorlog.

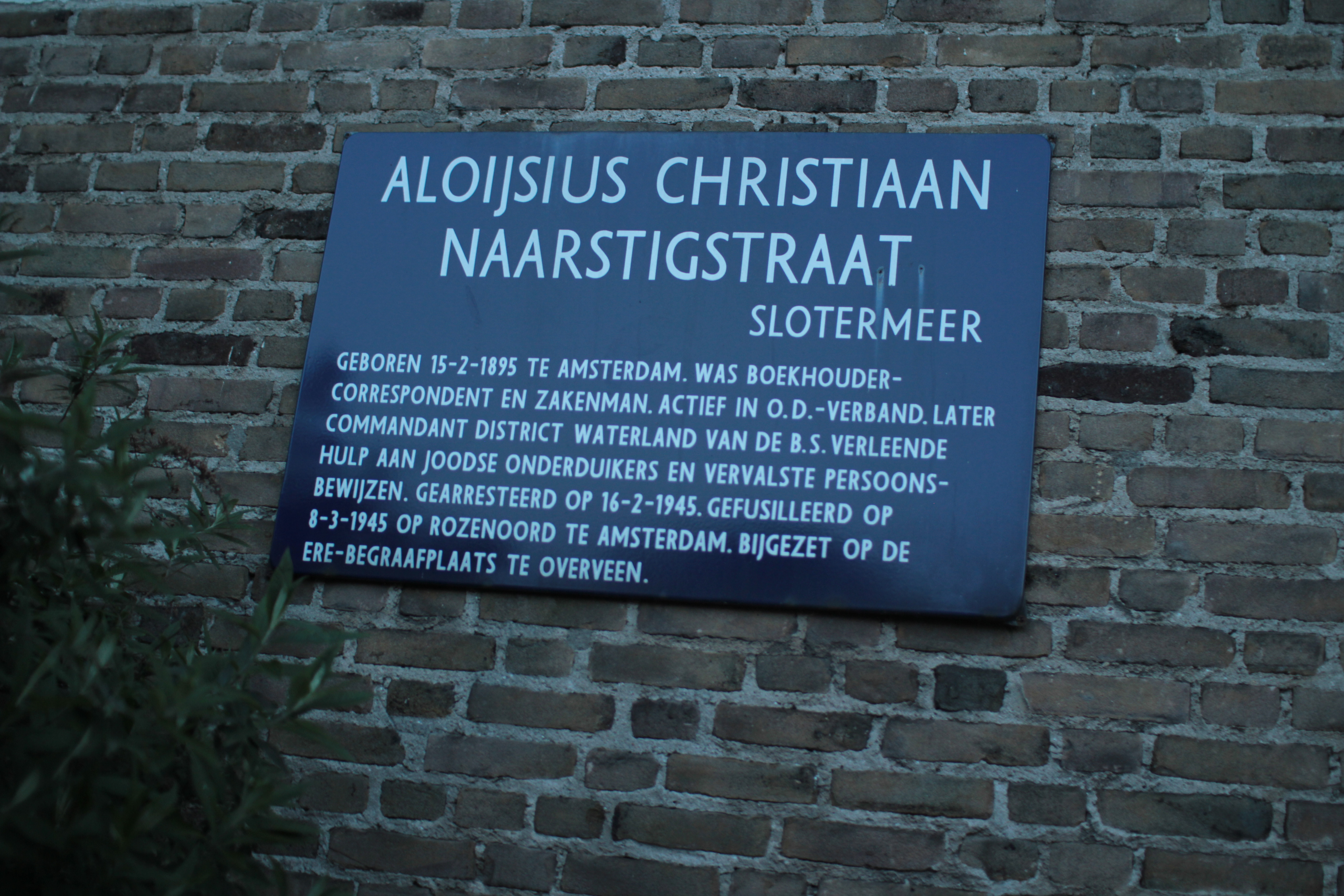
Straatnaambordje van naar hem vernoemde straat in Geuzenveld

Naarstig was een boekhouder-correspondent en zakenman. Tijdens de Tweede Wereldoorlog was hij actief voor de Ordedienst (OD). Later was hij voor de Binnenlandse Strijdkrachten commandant van het district Waterland. Hij verleende hulp aan joodse onderduikers en regelde de uitgifte van vervalste persoonsbewijzen. 
Hij werd op 16 februari 1945 gearresteerd en nog geen maand later, op 8 maart 1945, op Rozenoord gefusilleerd. Hij is begraven op de erebegraafplaats te Overveen.
In de Amsterdamse wijk Geuzenveld is een straat naar hem vernoemd.